# Chamaeza ruficauda
A Chamaeza ruficauda a madarak osztályának verébalakúak (Passeriformes) rendjébe és a földihangyászfélék (Formicariidae) családjába tartozó faj.

## Rendszerezése
A fajt Jean Cabanis és Jakob Gottlieb Ferdinand Heine írták le 1859-ben, a Chamoezosa nembe Chamoezosa ruficauda néven.

## Előfordulása
Az Atlanti-óceán partvidékén, Argentína, Brazília, Kolumbia és Venezuela területén honos. Természetes élőhelyei a szubtrópusi vagy trópusi síkvidéki és hegyi esőerdők. Állandó, nem vonul faj.

## Megjelenése
Testhossza 20 centiméter.

## Természetvédelmi helyzete
Az elterjedési területe nagyon nagy, egyedszáma ugyan csökken, de még nem éri el a kritikus szintet. A Természetvédelmi Világszövetség Vörös listáján nem fenyegetett fajként szerepel.